# Vilafòrt (Aude)
Vilafòrt (en francès Villefort) és un municipi francès situat al departament de l'Aude i a la regió d'Occitània.